# Temporada da LEB Ouro de 2019-20
A Temporada da LEB Ouro de 2019–20 será a 24.ª edição da competição de secundária do basquetebol masculino da Espanha segundo sua piramide estrutural. É organizada pela Federação Espanhola de Basquete, sendo sua primeira liga.

## Clubes Participantes
| Clube                               | Cidade                | Arena                          |
| ----------------------------------- | --------------------- | ------------------------------ |
| ICG Força Lleida                    | Lleida                | Pavelló Barris Nord            |
| Cáceres Patrimonio de la Humanidad  | Cáceres               | Multiusos Ciudad de Cáceres    |
| Carramimbre CBC Valladolid          | Valladolid            | Pisuerga                       |
| Leche Rio Breogan                   | Lugo                  | Pazo dos Deportes              |
| Chocolates Trapa Palencia           | Palencia              | Pabellón Municipal             |
| Club Melilla Baloncesto             | Melilla               | Pabellón Javier Imbroda Ortiz  |
| Coviran Granada                     | Granada               | Palacio de Deportes de Granada |
| Afanion CB Almansa                  | Almansa               | Pavilhão Desportivo de Almansa |
| B The Travel Brand Mallorca - Palma | Palma                 | Son Moix                       |
| HLA Alicante                        | Alicante              | Pavilhão Pedro Ferrandíz       |
| Levitec Huesca                      | Huesca                | Palacio Municipal de Huesca    |
| Leyma Coruña                        | A Coruña              | Pazo dos Deportes de Riazor    |
| Delteco GBC                         | Guipúscoa             | Polideportivo José A. Gaska    |
| Marin Ence Peixe Galego             | Marín                 | Pavilhão de A Raña             |
| Ourense Baloncesto                  | Ourense               | Pazo Paco Paz                  |
| TAU Castelló                        | Castellón de la Plana | Pabellón Ciutat de Castelló    |
| Liberbank Oviedo Baloncesto         | Oviedo                | Polideportivo de Pumarín       |
| ZTE Real Canoe NC                   | Madrid                | Real Canoe                     |

## Formato
A competição é disputada por 18 equipes (2 rebaixadas da Liga ACB, 14 remanescentes e 2 ascendidas da Liga LEB Prata) em temporada regular onde as equipes se enfrentam com jogos sendo mandante e visitante, determinando ao término desta as colocações do primeiro ao último colocados. Prevê-se a promoção à Liga ACB o primeiro colocado da temporada regular, juntamente do vencedor dos playoffs, desde que cumpram-se os requisitos propostos no "Convênio de colaboração" com a Liga ACB.

## Temporada Regular

### Tabela de Classificação
| Pos. | Clube                               | J  | V  | D  | PF   | PC    | Pts. | Classificação               |
| ---- | ----------------------------------- | -- | -- | -- | ---- | ----- | ---- | --------------------------- |
| 1    | Carramimbre CBC Valladolid          | 24 | 18 | 6  | 1917 | 1.802 | 42   | Promovido para Liga ACB     |
| 2    | Delteco GBC                         | 24 | 18 | 6  | 1821 | 1.659 | 42   | Playoffs                    |
| 3    | Leyma Coruña                        | 24 | 16 | 8  | 1782 | 1.783 | 40   | Playoffs                    |
| 4    | HLA Alicante                        | 24 | 16 | 8  | 1931 | 1.786 | 40   | Playoffs                    |
| 5    | Chocolates Trapa Palencia           | 24 | 15 | 9  | 1980 | 1.870 | 39   | Playoffs                    |
| 6    | Club Melilla Baloncesto             | 24 | 15 | 9  | 1827 | 1.710 | 39   | Playoffs                    |
| 7    | B The Travel Brand Mallorca - Palma | 24 | 15 | 9  | 1839 | 1.732 | 39   | Playoffs                    |
| 8    | Leche Rio Breogan                   | 24 | 15 | 9  | 1950 | 1.813 | 39   | Playoffs                    |
| 9    | Cáceres Patrimonio de la Humanidad  | 24 | 14 | 10 | 1837 | 1.749 | 38   | Playoffs                    |
| 10   | Ourense Baloncesto                  | 24 | 10 | 14 | 1710 | 1.794 | 34   |                             |
| 11   | TAU Castelló                        | 24 | 10 | 14 | 1901 | 1.961 | 34   |                             |
| 12   | Afanion CB Almansa                  | 24 | 10 | 14 | 1838 | 1.951 | 34   |                             |
| 13   | Coviran Granada                     | 24 | 9  | 15 | 1734 | 1.753 | 33   |                             |
| 14   | Levitec Huesca                      | 24 | 9  | 15 | 1760 | 1.853 | 33   |                             |
| 15   | ICG Força Lleida                    | 24 | 9  | 15 | 1749 | 1.856 | 33   |                             |
| 16   | Liberbank Oviedo Baloncesto         | 24 | 8  | 16 | 1682 | 1.818 | 32   |                             |
| 17   | ZTE Real Canoe NC                   | 24 | 5  | 19 | 1844 | 1.942 | 29   | Rebaixados para a LEB Prata |
| 18   | Marin Ence Peixe Galego             | 24 | 4  | 20 | 1610 | 1.880 | 28   | Rebaixados para a LEB Prata |

### Partidas
| Casa\Visitante                      | LLE   | CAC   | VAL    | LUG    | PAL   | MEL    | GRA   | ALM    | PAL   | ALI    | HUE   | COR   | GIP   | MAR   | OUR   | CAS    | OVI   | REA   |
| ----------------------------------- | ----- | ----- | ------ | ------ | ----- | ------ | ----- | ------ | ----- | ------ | ----- | ----- | ----- | ----- | ----- | ------ | ----- | ----- |
| ICG Força Lleida                    |       | 67-72 | 78-67  | 61-64  | 74-90 | 72-101 |       | 82-80  |       | 92-84  |       | 81-56 | 65-69 | 82-70 |       | 87-80  |       |       |
| Cáceres Patrimonio de la Humanidad  |       |       |        | 77-76  |       | 58-54  | 88-67 | 76-68  | 62-68 | 63-65  | 63-71 |       |       | 95-89 | 68-69 |        | 85-73 | 79-57 |
| Carramimbre CBC Valladolid          | 80-61 | 77-76 |        | 94-82  | 86-79 | 78-70  |       |        | 74-66 |        |       |       | 81-77 | 82-66 | 74-73 | 87-79  |       | 89-84 |
| Leche Rio Breogan                   |       | 85-92 | 95-71  |        | 75-74 | 88-84  | 86-63 | 85-86  |       | 87-84  |       | 97-55 | 74-97 | 72-56 | 85-52 | 87-69  | 72-54 |       |
| Chocolates Trapa Palencia           | 89-87 | 87-86 |        | 90-76  |       | 69-81  |       | 106-77 | 68-79 | 93-84  |       |       | 60-73 | 90-58 | 87-80 | 108-87 |       |       |
| Club Melilla Baloncesto             |       | 71-60 | 88-85  |        | 74-66 |        | 71-68 | 90-74  | 68-65 | 66-83  | 87-62 | 72-76 | 63-68 | 78-67 | 80-75 |        | 76-46 |       |
| Coviran Granada                     | 86-47 |       | 63-70  | 83-88  | 73-68 | 63-70  |       |        | 68-67 |        | 88-75 | 70-78 | 68-58 | 83-56 |       | 72-65  |       | 84-65 |
| Afanion CB Almansa                  | 91-81 |       | 67-64  |        | 70-95 |        | 97-77 |        | 71-81 | 76-88  | 86-76 | 62-93 |       |       | 67-78 | 67-85  | 81-64 | 79-77 |
| B The Travel Brand Mallorca - Palma | 73-83 | 64-75 | 87-80  | 102-84 | 79-80 |        | 77-53 |        |       | 63-78  | 80-64 | 99-71 | 71-62 |       |       | 78-76  | 83-76 | 66-78 |
| HLA Alicante                        | 67-55 |       | 77-81  | 83-66  |       | 65-61  | 85-67 | 83-82  | 74-75 |        | 91-70 |       |       |       | 85-58 |        | 90-54 | 99-96 |
| Levitec Huesca                      |       | 83-94 | 80-100 | 71-87  | 92-84 | 86-67  | 71-70 |        |       |        |       | 65-66 | 69-89 | 93-71 |       | 76-90  |       | 81-73 |
| Leyma Coruña                        | 65-82 | 88-77 | 83-81  |        | 82-76 |        |       | 75-71  |       | 100-72 | 70-64 |       | 88-75 | 68-60 | 72-65 | 74-67  | 78-81 |       |
| Delteco GBC                         |       | 72-64 |        |        |       | 70-62  | 70-66 | 74-66  | 65-78 | 83-58  | 68-64 | 77-67 |       | 70-64 | 73-62 |        | 76-63 | 86-68 |
| Marin Ence Peixe Galego             |       | 64-75 | 69-75  |        |       |        | 80-72 | 74-79  | 77-90 | 65-97  | 59-64 | 49-63 | 64-76 |       | 55-65 |        | 53-73 | 72-58 |
| Ourense Baloncesto                  | 64-49 | 74-86 | 56-77  |        | 72-81 |        | 79-74 | 80-86  | 75-87 | 68-70  | 71-69 |       |       |       |       | 82-65  | 65-72 | 77-73 |
| TAU Castelló                        | 68-64 | 65-85 |        | 68-91  |       | 81-91  |       | 97-83  | 82-87 | 91-85  |       | 83-68 | 91-87 | 80-89 | 78-86 |        | 83-66 |       |
| Liberbank Oviedo Baloncesto         | 65-72 |       | 65-71  | 72-66  | 66-73 |        | 82-81 | 70-72  | 70-61 | 74-84  | 74-84 | 88-70 |       |       | 81-84 | 76-81  |       | 62-78 |
| ZTE Real Canoe NC                   | 89-71 | 95-81 | 81-93  | 75-82  | 77-80 | 85-102 | 81-92 |        |       |        | 69-54 | 69-76 | 81-82 | 76-81 |       | 85-90  |       |       |

## Playoffs

### Confrontos
|  | Quartas-de-final | Quartas-de-final | Quartas-de-final |  |  | Semifinais | Semifinais | Semifinais |  |  | Final | Final | Final |
|  |                  |                  |                  |  |  |            |            |            |  |  |       |       |       |
|  |                  |                  |                  |  |  |            |            |            |  |  |       |       |       |
|  |                  |                  |                  |  |  |            |            |            |  |  |       |       |       |
|  |                  |                  |                  |  |  |            |            |            |  |  |       |       |       |
|  |                  |                  |                  |  |  |            |            |            |  |  |       |       |       |
|  |                  |                  |                  |  |  |            |            |            |  |  |       |       |       |
|  |                  |                  |                  |  |  |            |            |            |  |  |       |       |       |
|  |                  |                  |                  |  |  |            |            |            |  |  |       |       |       |
|  |                  |                  |                  |  |  |            |            |            |  |  |       |       |       |
|  |                  |                  |                  |  |  |            |            |            |  |  |       |       |       |
|  |                  |                  |                  |  |  |            |            |            |  |  |       |       |       |
|  |                  |                  |                  |  |  |            |            |            |  |  |       |       |       |
|  |                  |                  |                  |  |  |            |            |            |  |  |       |       |       |
|  |                  |                  |                  |  |  |            |            |            |  |  |       |       |       |
|  |                  |                  |                  |  |  |            |            |            |  |  |       |       |       |
|  |                  |                  |                  |  |  |            |            |            |  |  |       |       |       |
|  |                  |                  |                  |  |  |            |            |            |  |  |       |       |       |
|  |                  |                  |                  |  |  |            |            |            |  |  |       |       |       |
|  |                  |                  |                  |  |  |            |            |            |  |  |       |       |       |

#### Quartas de final
| Time 1 | Série | Time 2 | 1º Jogo | 2º Jogo | 3º Jogo | 4º Jogo | 5º Jogo |
| ------ | ----- | ------ | ------- | ------- | ------- | ------- | ------- |
|        | -     |        |         |         |         |         |         |
|        | -     |        |         |         |         |         |         |
|        | -     |        |         |         |         |         |         |
|        | -     |        |         |         |         |         |         |

### Final Four

#### Semifinal
| Time 1 | Resultado | Time 2 |
| ------ | --------- | ------ |
|        | -         |        |
|        | -         |        |

#### Final
| Time 1 | Resultado | Time 2 |
| ------ | --------- | ------ |
|        | -         |        |

## Artigos relacionados
- Liga Endesa
- Seleção Espanhola de Basquetebol